# Геронтий (военный магистр)
Геронтий (лат. Gerontius; умер в 411) — римский полководец начала V века, который первым поддержал узурпатора Константина III, а затем выступил против него в пользу другого узурпатора Максима.

## Биография
Геронтий был британского происхождения. При узурпаторе Константине III он был назначен комитом и magister militum. Он был одним из сторонников тех, кто восстал против западного римского императора Гонория в 407 году. Восстание охватило Британию, Галлию и Испанию. В 408 году Геронтий участвовал в походе сына Константина III, Константа II, в Испанию, где родственники Гонория Дидим и Верениан выступили против власти узурпатора. Геронтий, который был фактически начальником войск, сражался с восставшими в двух боях. В первом он был побежден, но во второй битве он одержал важную победу в Лузитании, где пленил Дидима и Верениана. После окончания восстания Геронтий поднял восстание против Константа и Константина и объявил императором своего сына Максима. Это вынудило Константа остаться в Галлии. Геронтий захватил Галлию при помощи франков и убил Константа близ Вьенна, оставив Максима в Испании.

Затем Геронтий переехал в Арелат, где осадил Константина. Вскоре город пал, а узурпатор был убит. Однако Гонорий послал своего полководца Констанция покончить с волнениями. В битве с ним Геронтий потерпел поражение. Когда испанские войска узнали о его поражении, они решили избавиться от него. Они осадили его дом и подожгли его. Тогда Геронтий убил свою жену и покончил с собой:
Даже если бы он мог бежать, он отказался сделать это, чтобы умереть он трижды ударял себя мечом и, все еще не получив смертельной раны, наконец извлек кинжал, который носил при себе, и им пронзил своё сердце вместе с женой.